# Исмаил паша Черкез
Вижте пояснителната страница за други личности с името Исмаил паша.
Исмаил паша Черкез (на турски: İsmail Paşa, Çerkes) е османски офицер и чиновник. Роден е в 1805 година. Заема валийски постове в империята и е главнокомандващ на няколко армии. От септември до декември 1854 е главнокомандващ на Анадолската армия. След това е главнокомандващ Пета армия от април 1857 до септември 1859 година. От септември 1859 до май 1861 година е главнокомандващ Трета армия. В същото време през януари 1860 година става румелийски валия и остава на поста до май 1861 година.
Умира в 1861 година.